# Phalacra
Phalacra là một chi bướm đêm thuộc phân họ Drepaninae.